# La Brioche (Chardin)
Pour les articles homonymes, voir La Brioche.
La Brioche – ou Un dessert – est un tableau réalisé par le peintre français Jean Siméon Chardin en 1763. Cette huile sur toile de format horizontal est une nature morte qui représente principalement une brioche posée dans une assiette près de quelques fruits et d'un sucrier. Tout comme son pendant, Raisins et Grenades, l'œuvre est conservée au musée du Louvre, à Paris, depuis un don par Louis La Caze en 1869. Une variante de format vertical se trouve au musée Ingres-Bourdelle de Montauban, qui la tient de Jean-Auguste-Dominique Ingres.

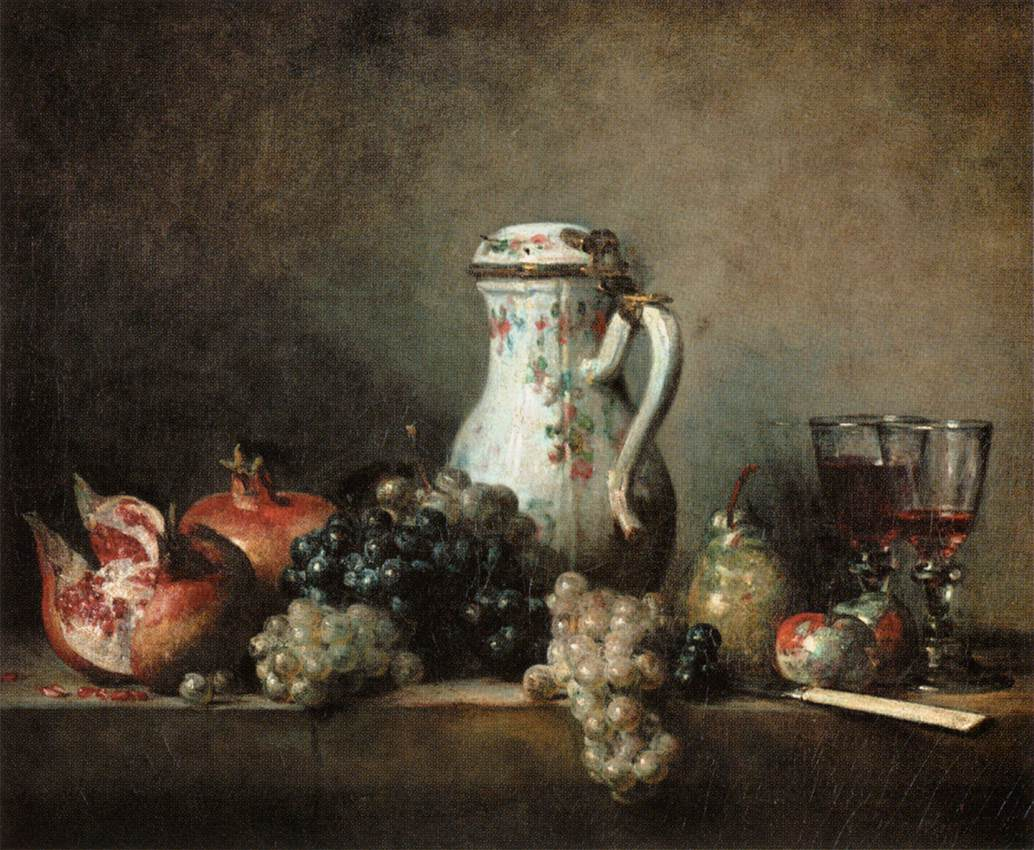
Raisins et Grenades, 1763 – Musée du Louvre, Paris.
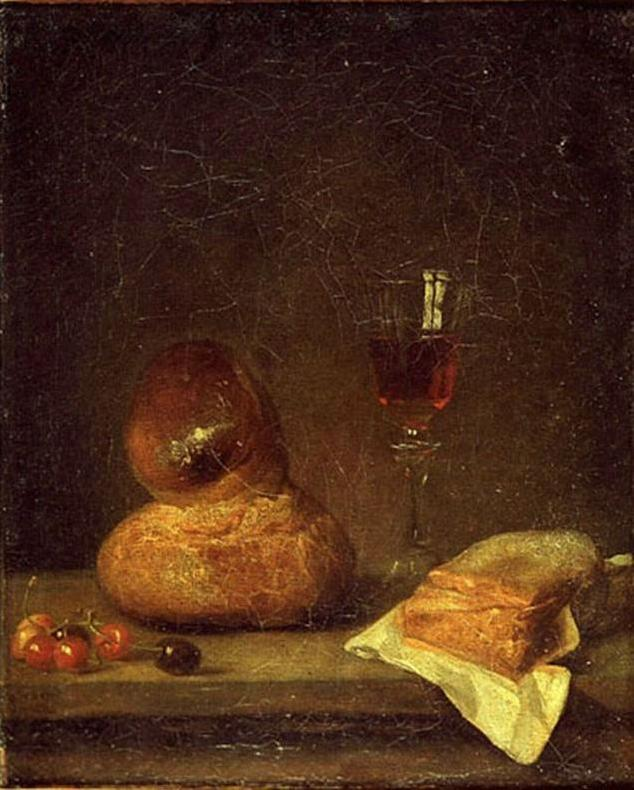
La Brioche, XVIIIe siècle – Musée Ingres-Bourdelle, Montauban.